# Лазірківський район
Лазі́рківський райо́н — колишня адміністративно-територіальна одиниця України, утворена 22 січня 1935 у складі 16 сільрад на території Харківської області шляхом виділення з Лубенського і Пирятинського районів. 22 вересня 1937 року район віднесено до новоутвореної Полтавської області. 
За переписом 1926 року на цій території проживало 29 266 осіб, з них 14 411 чоловіків і 14 855 жінок. На час Всесоюзного перепису 1939 до складу Лазірківського району входили такі 16 сільрад: Богданівська, Воронинська (Воронинцівська), Гінцівська, Горобіївська, Губська, Духівська, Карпилівська, Лазірківська, Несено-Іржавецька, Олександрівська, Рейзерівська (нині — Райозерська), Тарандинцівська, Хорошківська, Хоружівська, Черевківська і Юсківська (нині — Ісковецька). На той час у районі мешкало 26 080 сільських жителів, у т. ч. 12 607 чоловіків і 13 473 жінки. У 1940 та на початку 1941 — 26 076 осіб. У вересні 1941 р. територію району було окуповано нацистською Німеччиною, а 1 вересня 1942 р. включено до складу Лубенського ґебіту на правах району (нім. Rayon). Визволено радянськими військами у вересні 1943 р.
Район розформовано 30 грудня 1962 р. з приєднанням його території до Лубенського району. 4 січня 1965 у зв'язку з відновленням Оржицького району частину колишнього Лазірківського (а на час указу — Лубенського) району віднесено до Оржицького району.